# Adolphe de Pallisseaux

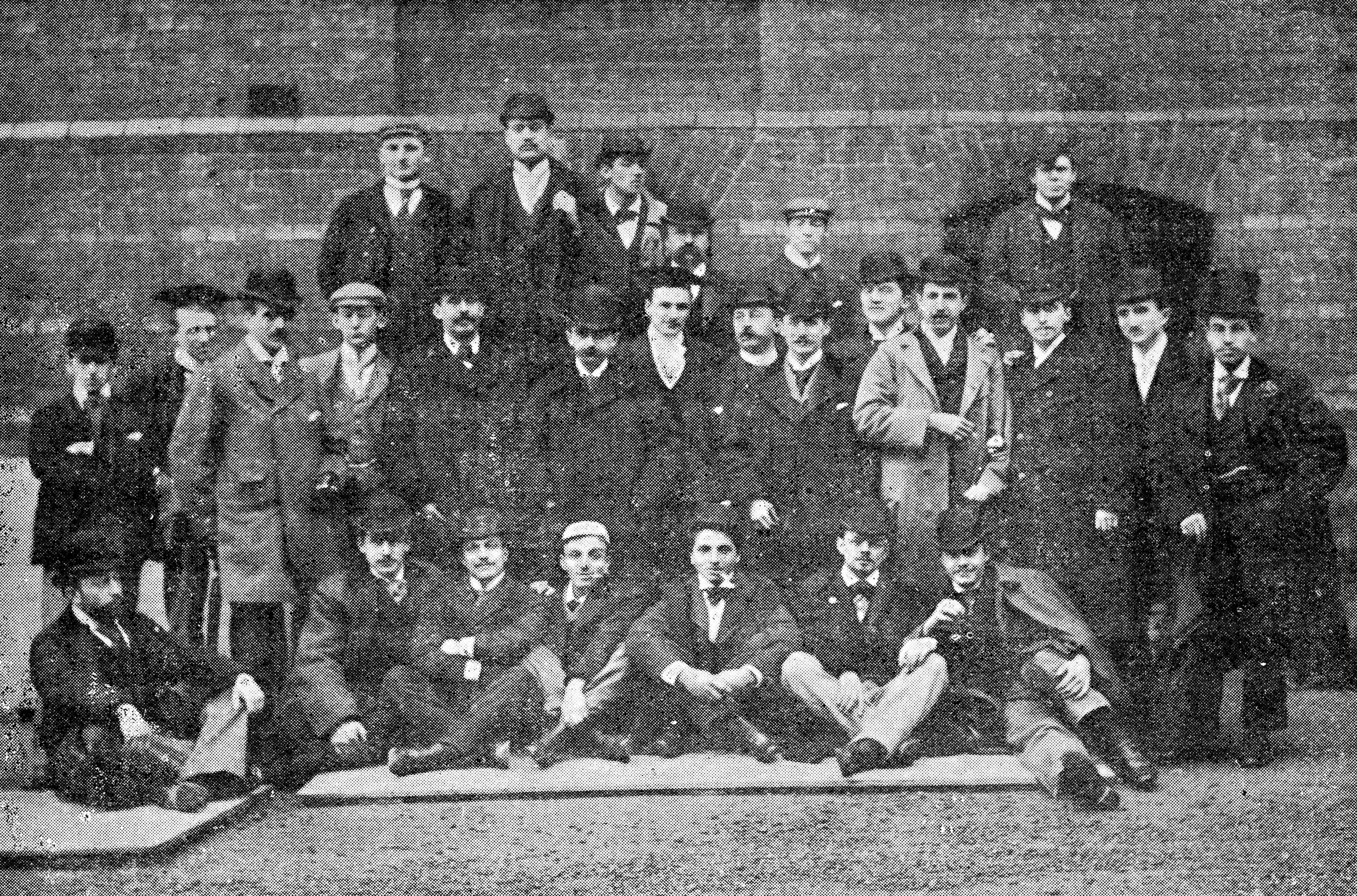
Les rugbymen du RCF à Oxford, en février 1894.

Adolphe de Pallisseaux est un athlète, joueur de rugby à XV et coureur cycliste français.

## Biographie
Licencié au Racing Club de France, Adolphe de Pallisseaux fut Champion de France du 120 mètres haies en 1888 (première édition du championnat), et Champion de France du 110 mètres haies en 1889. Il termina également troisième du 100 mètres en 1888. Toujours avec le RCF, il fut Champion de France de rugby à XV en 1892 (première édition du championnat), et vice-champion en 1893 (souvent positionné à un poste de trois-quarts), faisant partie de l'équipe première jusqu'en 1896 (dont la rencontre contre Oxford de décembre 1894 à Levallois-Perret). En 1896, il dispute le match contre l'Écosse avec l'équipe de l'U.S.F.S.A..
Puis vint le temps des responsabilités. Pallisseaux fut au milieu des années 1890 vice-président de l'Association de la Presse Cycliste, représentant de l'Association Vélocipédique d'Amateurs au Conseil de l'U.S.F.S.A., et le directeur de la Revue des Sports Athlétiques.